# Renfe série 594.1
Les TRD 594.1 forment une sous-série d'autorails pendulaires de type TRD 594 de la Renfe.
Ces 7 rames construites en 2001 dérivent de la série 594.0 par l'adoption du système de pendulation active SIBI testé sur la rame 594.003 qui sera rebaptisée 594.108.

## Service
Les 594-101 et 102 réalisent leurs premiers essais sur les lignes de Canfranc et de Teruel en mars 2001. Ils gagnent ensuite le dépôt de Séville-San Pablo, et sont engagés au service Regional Expres à partir d'avril.